# Kaputt (Album)
Kaputt ist das neunte Studioalbum der kanadischen Indiepop-Band Destroyer. Es erschien am 25. Januar 2011 bei Merge Records. Es leakte jedoch schon gegen Ende des Jahres 2010. Die dritte Seite der Vinyl-Edition des Albums beinhaltet mehrere Bonustracks von Ted Bois, der hin und wieder mit Destroyer zusammenarbeitet.
Am 16. Juni 2011 wurde Kaputt als eine von 40 Nominierungen für den Polaris Music Prize 2011 eingereicht. Am 6. Juli befand sich das Album dann bereits mit nur noch neun anderen Alben auf der Shortlist des Preises.

## Rezeption
Das Album erhielt größtenteils positive Kritiken. Pitchfork Media vergab 8,8 von 10 Punkten und das Attribut „Best New Music“ an die Platte, wohingegen der Rolling Stone 3,5 von 5 Sternen an das Album vergab.
Auf Zeit Online schreibt Sebastian Handke am 7. Februar 2011:

„Die Einsamkeit, die aus dieser Musik spricht, gibt sich nicht ironisch und dekadent wie ehemals, sondern sanft, vieldeutig, beseelt von einer eigentümlich verhangenen Leidenschaft. Es ist eine Aneignung von Glam, wie sie 2011 erst möglich ist: mit all den Einflüssen aus New Folk und Indierock. […]
Eines allerdings müssen Bejar und seine Plattenfirma Merge Records sich fragen lassen: Warum schon jetzt? Eine bessere Sommerplatte wird es nicht mehr geben in diesem Jahr.“

## Titelliste
Alle Titel von Destroyer.
1. „Chinatown“ – 3.49
2. „Blue Eyes“ – 4.07
3. „Savage Night at the Opera“ – 4.24
4. „Suicide Demo for Kara Walker“ – 8.36
5. „Poor in Love“ – 3.26
6. „Kaputt“ – 6.18
7. „Downtown“ – 3.52
8. „Song for America“ – 4.29
9. „Bay of Pigs (Detail)“ – 11.19